# Klimatanpassning
Klimatanpassning är att anpassa samhället till ett förändrat klimat. Det innebär att göra samhället mer motståndskraftigt, minska sårbarheten och bättre hantera riskerna som uppstår på grund av global uppvärmning.
Working Group II i FN:s klimatpanel (IPCC) har behandlat klimatanpassning i sin rapport från 2014. FN:s klimatpanel har också behandlat ämnet i IPCC:s rapport om konsekvenser av global uppvärmning med 1,5 grad från 2018.

## Effekter av klimatförändringarna
Klimatförändringarna kommer att få olika konsekvenser i olika delar av världen. Vid en global uppvärmning på 1,5–2 grader förväntas medeltemperaturen i vissa områden öka mer, särskilt under vissa delar av året. Generellt så innebär den globala uppvärmningen att det kommer att bli varmare, vilket i sin tur får följdeffekter som innebär risker för ett stort antal naturliga och mänskliga system. Exempel på system som är i farozonen är ekosystem på land, utmed kusterna och i haven, areella näringar, infrastruktur, bebyggd miljö, mänsklig hälsa och socio-ekonomiska system.

### Effekter i Skandinavien

#### Temperatur
I Skandinavien förväntas klimatförändringarna innebära att medeltemperaturen ökar. I de norra delarna av Skandinavien förväntas medeltemperaturen under vinterhalvåret öka mer än det globala genomsnittet. Spridningen i prognoserna mellan olika klimatmodeller är stor, men alla indikerar en ökad medeltemperatur i Skandinavien.

#### Nederbörd
Nederbörden förväntas öka i regionen. Den största ökningen förväntas infalla under vinterhalvåret. Under sommaren förväntas nederbörden öka i de norra delarna av regionen medan de södra delarna får minskad nederbörd i de flesta modellernas prognoser.

#### Extremväder
Global uppvärmning förväntas också öka förekomsten av extrem nederbörd och temperaturer i regionen.  Detta innebär att mängden översvämningar förväntas öka.

#### Vind
Klimatmodellerna ger inget entydigt resultat för hur vindar kommer att påverkas av global uppvärmning i Skandinavien.

#### Havsnivå
Ett varmare klimat innebär att havet stiger och havsnivåhöjningen kan få stora effekter på den bebyggda miljön. I norra Skandinavien kompenserar landhöjningen inledningsvis för havsnivåhöjningen. 

#### Övrigt
Risken för ras och skred kommer att bli mer påtagliga i framtiden, speciellt i områden som redan idag har en hög risk. Framtida klimatförändringar kan också innebära förändringar i frekvensen av nollgenomgångar (antal dygn då temperaturerna vid en meteorologisk station varit både över och under 0 °C) och värmeböljor, samt öka risken för vattenbrist och skogsbränder.

### Effekter på samhället
Eftersom dagens samhälle är uppbyggt och anpassat för dagens klimat kommer framtida klimatförändringar att innebära ändrade förutsättningar och ökade risker för samhället. Framför allt är riskerna stora för den grundläggande infrastrukturen, såsom transportinfrastruktur och energi- och vattenförsörjningssystem, samt bebyggelse. Även naturmiljön och ekosystem kommer att påverkas negativt, vilket kan ge negativa konsekvenser för samhället och areella näringar i synnerhet. Även människors hälsa kommer att påverkas av ett förändrat klimat. Varmare väder innebär förändrade smittspridningsmönster och att sjukdomar kommer att dyka upp på platser där de inte tidigare har funnits. Lokala och regionala klimatförändringar kommer också att få konsekvenser på en global skala, då begränsade möjligheter till livsmedelsproduktion kan driva upp priserna. Brist på livsmedel, vatten och säkra livsmiljöer kan också ge följdeffekter i form av ökad fattigdom och fler väpnade konflikter.

## Anpassningsåtgärder

### Sverige
Sveriges regering tillsatte år 2005 en Klimat- och sårbarhetsutredning tillsattes för att undersöka och sammanställa Sveriges sårbarhet inför klimatförändringarna. Utredningen gick igenom en rad sektorer som berörs, däribland tekniska försörjningssystem, bebyggd miljö och areella näringar.
SMHI har med hjälp av klimatmodeller tagit fram en rad klimatanalyser och klimatindex som beskriver hur det framtida klimatet kommer att bli i Sverige.
Som en följd av Klimat- och sårbarhetsutredningen har Sveriges regering gett en rad olika myndigheter, bland andra SMHI, Boverket, MSB, Livsmedelsverket och SGI, i uppdrag att arbeta med klimatanpassning inom sina respektive ansvarsområden. Sveriges 21 länsstyrelser fick år 2009 uppdraget att samordna klimatanpassningsarbetet på regional nivå. Information om klimatanpassningsarbetet i Sverige samlas på webbplatsen Klimatanpassning.se.
Forskningsrådet Formas, Mistra-SWECIA och FOI är exempel på några organ som finansierar forskning inom klimatanpassningsområdet.
Den 20 december 2022 redovisade Riksrevisionen sin utvärdering av åtgärder för klimatanpassning av den byggda miljön.

#### Regeringens klimatanpassningsstrategier
I mars 2018 presenterade regeringen sin första skrivelse med en nationell klimatanpassningsstrategi med syfte att skapa större tydlighet och en nationell samordning kring klimatanpassningsrelaterade frågor. Förutom att hantera samordningen av klimatanpassning medförde strategin också ändringar i plan- och bygglagen, vilka bland annat innebär att kommunerna i sina respektive översiktsplaner måste ge sin syn på risken för skador till följd av översvämning, ras, skred och erosion som är klimatrelaterade samt hur den risken ska hanteras.
I mars 2024 presenterade regeringen sin andra skrivelse som redogör för inriktningen av det nationella klimatanpassningsarbetet och innehåller en översikt av internationella insatser på området. Skrivelsen lyfter behovet av strukturerade och samordnade åtgärder för att minska sårbarheten för klimatförändringar, inklusive tydliga mål, ansvarsuppdelning och synergier med kris- och försörjningsberedskap.

### Europeiska unionen
Den 10 juni 2021 godkände Europeiska unionens råd en ny EU-strategi för klimatanpassning. Den nya strategin Att bygga upp ett klimatresilient Europa - den nya EU-strategin för klimatanpassning presenteras av Europeiska kommissionen den 24 februari 2021. Strategin bygger på en tidigare anpassningsstrategi för 2013 och är en del av  den europeiska gröna given.  

#### Att bygga upp ett klimatresilient Europa - den nya EU-strategin för klimatanpassning
Strategin har en övergripande vision om att EU år 2050 ska vara ett samhälle som är motståndskraftigt mot klimatförändringarna (klimatresilient) och helt anpassat efter "de oundvikliga följderna av klimatförändringarna". 
Strategin har totalt fyra mål som tillsammans ska bidra till den övergripande visionen: 
1. Smartare anpassning som syftar till att öka kunskapen om klimatförändringarna
2. Mer systematisk anpassning för att stärka insatserna för integrering av ett klimatperspektiv i beslutsfattande på olika nivåer
3. Snabbare anpassning för att påskynda konkreta förebyggande åtgärder
4. Intensifiera internationella åtgärder för motståndskraft mot klimatförändringar.[15]

Som en del av arbetet för att implementera strategin sjösattes olika initiativ, bland annat EU-mission on Adaptation, som fokuserar på att stötta europeiska regioner och städer i sitt arbete.

#### Climate Resilience Dialogue
En viktig del för att nå ett mer resilient Europa är att försäkringsbolag, banker och andra finansiella institutioner verkar samlat för att rikta de finansiella resurserna åt rätt håll. Climate Resilience Dialogue var grupp inrättad av Europeiska kommissionen för att diskutera lösningar på klimatrelaterade risker och minska det så kallade klimatförsäkringsgapet – skillnaden mellan ekonomiska förluster och försäkringsskydd. Gruppen leds av GD CLIMA och GD FISMA och är en del av EU:s strategi för klimatanpassning och finansiering av en hållbar ekonomi, inom ramen för den Europeiska gröna given. Dialogen samlar försäkringsbolag, myndigheter och andra intressenter för att identifiera åtgärder som kan öka investeringar i klimatanpassning. I juli 2024 publicerade gruppen sin slutrapport, där risker som översvämningar, bränder och stormar analyseras, tillsammans med lösningar som offentlig-privata partnerskap och nya försäkringsmodeller.

## Mer om ämnet
- Climate-Adapt